# Мухаммад аль-Амін II
Мухаммад аль-Амін II (*д/н — 1894) — 8-й шеку (володар) Борну в 1893—1894 роках. Повне ім'я Мухаммад аль-Амін ібн Абу-Бакр аль-Амін аль-Камені.

## Життєпис
Походив з династії Канемі. Син шеху Абу-Бакра I. При народженні отримав ім'я Кайрі (Хайрі).
У 1893 році за підтримки знаті повалив свого стрийка Хашима, якого невдовзі наказав вбити. Змінив ім'я на честь засновника династії на Мухаммад аль-Амін.
Відновив боротьбу проти Рабіха аз-Зубайра, який захопив значну частину Борну. Втім війська Борну знову зазнали цілковитої поразки. Невдовзі столицю — Кукаву — було захоплено й сплюндровано ворогом. Потрапив у полн й був страчений. Трон отримав його брат Санда.